# ふたりの絆 (スパンダー・バレエの曲)
「ふたりの絆」（ふたりのきずな、Only When You Leave）は、イギリスのバンド、スパンダー・バレエによる4枚目のアルバム『パレード』からシングル・カットされた、1984年のシングル。
この曲は、イギリスでは、彼らにとって8作目のトップ10ヒットとなり、全英シングルチャートで8位まで上昇した。また、オーストラリアのケント・ミュージック・レポートでも12位に達した。アメリカ合衆国のBillboard Hot 100でも最高34位となってトップ40入りし、ドイツのGfKエンターテイメント・チャートでも26位まで上昇した。

## チャート
| チャート（1984年）                                     | 最高位 |
| ------------------------------------------------------ | ------ |
| オーストラリア (ケント・ミュージック・レポート）       | 12     |
| ベルギー（ウルトラトップ 50、フランドル）              | 5      |
| カナダ・トップ・シングルズ（RPM）                      | 23     |
| フランス（IFOP）                                       | 51     |
| ドイツ（ドイツ公式音楽チャート）                       | 26     |
| アイルランド（アイルランド・シングル・チャート）       | 2      |
| イタリア（FIMI）                                       | 36     |
| オランダ（シングル・トップ100）                        | 3      |
| オランダ（ネーダラントス・トップ40）                   | 2      |
| ニュージーランド（ニュージーランド・レコード産業協会） | 10     |
| ノルウェー（ヴェーゲー・リスタ）                       | 8      |
| ポーランド（LP3）                                      | 25     |
| スイス（シュヴァイツァー・ヒットパラーデ）             | 20     |
| イギリス（全英シングルチャート）                       | 3      |
| アメリカ合衆国（Billboard Hot 100）                    | 34     |
| アメリカ合衆国（Adult Contemporary：『ビルボード』誌） | 36     |
| アメリカ合衆国（Mainstream Rock：『ビルボード』誌）    | 40     |
| アメリカ合衆国（キャッシュボックス）                   | 32     |